# إد موريارتي
إد موريارتي (بالإنجليزية: Ed Moriarty)‏ هو لاعب كرة قاعدة أمريكي، ولد في 12 أكتوبر 1912 في هوليوك في الولايات المتحدة، وتوفي بنفس المكان في 29 سبتمبر 1991.

## وصلات خارجية
- إد موريارتي على موقعبيزبول رفرنس.كوم (الدوري الرئيسي) (الإنجليزية)
- إد موريارتي على موقعبيزبول رفرنس.كوم (الدوري الثانوي) (الإنجليزية)